# Buk
Buk este un oraș în partea de vest a Poloniei în voievodatul Polonia Mare.